# Max Landis (cestista)
Max Landis (Indianapolis, 2 febbraio 1993) è un cestista statunitense.

## Palmarès
- Supercoppa del Portogallo: 1

Porto: 2019